# Nordische Wühlmaus
Die Nordische Wühlmaus oder Sumpfmaus (Microtus oeconomus) ist ein Säugetier aus der Unterfamilie der  Wühlmäuse (Arvicolinae). Die Art besiedelt feuchte Habitate in großen Teilen der Holarktis, die westliche Verbreitungsgrenze in Europa verläuft durch Deutschland etwa entlang der Elbe.

## Merkmale
Die Kopf-Rumpf-Länge beträgt 95–135 mm, die Schwanzlänge 39–64 mm, die Länge des Hinterfußes 17,3–21,0 mm und die Ohrlänge 11–14 mm. Die Tiere wiegen 20–64 g. Das Fell ist oberseits gelblich grau, die Rückenmitte ist dunkler schwarz-braun. Die Unterseite ist weißlich.

## Verbreitung und Lebensraum
Das Verbreitungsgebiet der Nordischen Wühlmaus umfasst große Teile der nördlichen Holarktis. In Eurasien reicht das mehr oder weniger geschlossene Areal in West-Ost-Richtung vom östlichen Mitteleuropa und dem Norden Norwegens bis Kamtschatka und zu den Kurilen. Die westliche Verbreitungsgrenze verläuft durch Deutschland etwa entlang der Elbe. In Nord-Süd-Richtung reicht das europäische Areal von Nordnorwegen bis in das südliche Polen. Westlich und südlich des geschlossenen Areals gibt es geografisch isolierte Reliktvorkommen an der finnischen Ostseeküste, im südlichen Norwegen und dem angrenzenden mittleren Schweden, in den Niederlanden sowie im Dreiländereck Ostösterreich, Südwestungarn und Slowakei. Die Art bewohnt außerdem das nordwestliche Nordamerika von der Westküste Alaskas bis in den zentralen Norden Kanadas.
Die Nordische Wühlmaus zeigt eine enge Bindung an feuchte Habitate mit hoher und dichter Vegetation. Sie besiedelt Feuchtwiesen, Röhrichte, Waldmoore, Erlenbruchwälder und Bach- und Flussufer, aber auch Sölle und Grabenränder im Kulturland. Zur Überwinterung werden trockenere Bereiche innerhalb der besiedelten Habitate, aber auch benachbarte trockenere Wiesen oder sogar Häuser aufgesucht.

## Lebensweise
Nordische Wühlmäuse schwimmen sehr gut. Das manchmal mehrstöckige Gangsystem wird in Torf und Moospolstern angelegt, zum Teil auch oberirdisch in dichter Krautvegetation. Innerhalb dieses Gangsystems gibt es feste Kot- und Fraßplätze. Die wohl ausschließlich pflanzliche Nahrung besteht aus Gras, Seggen, Kräutern, jungen Röhrichtpflanzen und Schachtelhalmen, im Winter wird auch oft die äußere Schicht von Binsen gefressen.
Die Fortpflanzung findet von Mitte März oder Anfang April bis Ende September, ausnahmsweise auch noch bis November statt. Die Tragzeit beträgt 20 bis 23 Tage. Die Würfe umfassen 3–9, meist 5–7 Junge. Die frisch geborenen Jungmäuse wiegen 1,9–3,1 g. Die Augen öffnen sich im Alter von 10 Tagen; die Säugezeit beträgt etwa drei Wochen. Weibchen sind ebenso wie bei anderen Vertretern der Gattung Microtus bereits im Alter von wenigen Wochen geschlechtsreif.

## Bestand, Gefährdung und Schutz
Der Weltbestand gilt laut IUCN als ungefährdet („least concern“). An der südwestlichen Verbreitungsgrenze in Polen schrumpft jedoch das Areal und in Deutschland wird die Art aufgrund ihrer engen Bindung an extensiv genutzte, offene Habitate und der Gefährdung dieser Lebensräume durch Nutzungsintensivierung in der Roten Liste als „gefährdet“ (Kategorie 3) geführt. Als gefährdet gelten auch die geografisch isolierten Vorkommen in den Niederlanden, im Dreiländereck Österreich, Ungarn und Slowakei sowie eine Reihe von auf Inseln endemischen Unterarten in Nordamerika.
Die Unterarten Microtus oeconomus arenicola und Microtus oeconomus mehelyi werden in den Anhängen II und IV der FFH-Richtlinie als prioritäre Arten geführt und gelten damit in der Europäischen Union als streng zu schützende Tierart von gemeinschaftlichem Interesse, für die spezielle Schutzgebiete ausgewiesen werden müssen.